# Xantusia sanchezi
Xantusia sanchezi là một loài thằn lằn trong họ Xantusiidae. Loài này được Bezy & Flores-Villela miêu tả khoa học đầu tiên năm 1999.